# Habralictus xanthinus
Habralictus xanthinus là một loài Hymenoptera trong họ Halictidae. Loài này được Cockerell mô tả khoa học năm 1918.